# IC 3398
IC 3398 је појединачна звијезда у сазвјежђу Береникина коса која се налази на листи објеката дубоког неба у Индекс каталогу.
Деклинација објекта је + 13° 33' 54" а ректасцензија 12h 28m 58,2s.